# Bierhaven
De Bierhaven is een haven in Rotterdam. Het is een insteekhaven van de Leuvehaven.

## Oorspronkelijke Bierhaven
De oorspronkelijke Bierhaven lag ter plaatse van de huidige Jufferstraat. Nadat deze haven gegraven was, werden in mei 1614 de erven aan de oost- en westzijde uitgegeven. De naam Bierhaven komt reeds kort na dat jaar voor in geschriften.
De naam Bierhaven was mogelijk een eerbetoon aan de belangrijke Rotterdamse bierbrouwerijnijverheid. Een andere naam was Oostersche Dwarshaven, zo genoemd vanwege haar ligging ten opzichte van de Glas-, Wijn- en Scheepmakershaven. In de eerste helft van de 17de eeuw kwam ook de naam Schijtebotershaven voor, genoemd naar: Gillis Gillisz, bijgenaamd Schijteboter, eigenaar van enige huizen en erven aan de haven. Nadat de haven in 1898 was gedempt ontving deze de naam Gedempte Bierhaven. Oostelijk van de haven werd in het begin van de 17de eeuw een straat aangelegd, die onder naam: Bierstraat bekend werd. Deze straat ligt nog op dezelfde plaats.